# Hjortsberga församling, Lunds stift
Hjortsberga församling var en församling i Karlskrona-Ronneby kontrakt, Lunds stift och Ronneby kommun. Församlingen uppgick 2002 i Listerby församling.
Församlingskyrka var Hjortsberga kyrka.

## Administrativ historik
Församlingen har medeltida ursprung med en kyrka från 1100-talet.
Församlingen var moderförsamlkng i pastorat med Edestads församling fram till 1961, och ingick som annexförsamling från 1962 med Listerby pastorat.
Församlingen uppgick 2002 i Listerby församling som 2010 uppgick i Ronneby församling.
Församlingskod var 108109.

## Kyrkoherdar
| Ämbetstid  | Namn                       | Levnadstid | Övrigt              |
| ---------- | -------------------------- | ---------- | ------------------- |
| 1568       | Christianus Andreae        |            | Omnämns detta årtal |
| 1569, 1584 | Mogens Jörgensen           |            | Omnämns dessa årtal |
| 1610–1624  | Jens Nielsen               |            |                     |
| 1624–1647  | Niels Pedersen Albin       |            |                     |
| 1648–1655  | Peder Nielsen Albin        | –1655      |                     |
| 1657–1676  | Hans Hansson de Fine       |            |                     |
| 1677–1714  | Niels Persson Huid (Albin) | 1653–1714  |                     |
| 1715–1719  | Petrus Hallander           | 1663–1719  |                     |
| 1719–1755  | Gustaf Adolf Fult          | 1674–1755  |                     |
| 1756–1806  | Sante Johan Santesson      | 1722–1806  |                     |
| 1808–1819  | Hans Thorn                 | 1766–1819  |                     |
| 1821–1846  | Otto Christian Cederstrand | 1779–1846  |                     |
| 1849–1871  | Gustaf Lindström           | 1805–1871  |                     |
| 1873–1912  | Åke August Löfvall         | 1833–1912  |                     |
| 1914–1927  | Erik Hallbäck              | 1872–1927  |                     |
| 1929–1961  | Robert Bosson              | 1895–      |                     |
| 1962–1967  | Bengt Brinkefors           | 1924-2001  |                     |
| 1968–1974  | Sven Salomonsson           | 1925-2009  |                     |
| 1975–1976  | Bertil Nilsson             |            |                     |
| 1977–1982  | Stig Radsjö                |            |                     |
| 1982–1985  | Bengt Randalfsson          |            |                     |
| 1985–1985  | Karin Colliander König     |            |                     |
| 1986–1988  | Lars Wettermark            |            |                     |

## Organister
Kantorerna i Hjortsberga var bosatta på Hjortsberga nr 32.
| Ämbetstid   | Namn                      | Levnadstid | Övrigt                        |
| ----------- | ------------------------- | ---------- | ----------------------------- |
| 1719–1730   | Knut Ring                 |            |                               |
| 1732–1748   | Samuel Betulin            | 1706–1748  |                               |
| 1752–1767   | Jöns Öller                |            |                               |
| –1800       | Johan Flemming            | 1765-1830  | Klockare                      |
| 1821–1858   | Jacob Arrhenius           | 1788–1858  |                               |
| 1859–1866   | Olof Edvard Lindblad      | 1816–1866  | Kantor                        |
| 1867–1903   | Carl August Vadman        | 1842–1903  | Kantor, organist och klockare |
| 1904-1920 ? | Nicolaus Nilsson          | 1847–1920  | Kantor, organist och klockare |
| 1926–1940   | Stig Torsten Agne Theorin | 1901–1945  | Kantor, organist och klockare |

## Kyrkväktare
| Ämbetstid | Namn                     | Levnadstid | Övrigt |
| --------- | ------------------------ | ---------- | ------ |
| 1857–1877 | Peter Flemming           | 1800–1877  |        |
| 1877–1893 | Johan Petersson Flemming | 1837–1893  |        |